# 青森県立五所川原工業高等学校
青森県立五所川原工業高等学校（あおもりけんりつ ごしょがわらこうぎょうこうとうがっこう）とは、青森県五所川原市に所在した公立の工業高等学校。

## 沿革
- 1962年（昭和37年）2月 - 青森県立五所川原工業高等学校の設置決定される（全日制課程機械・電気・2学科各3学級）。
- 1963年（昭和38年）
  - 3月 - 第一回入学候補者選抜試験を五所川原市立五所川原中学校で実施。合格者発表。機械科、電気科各132名。
  - 4月1日 - 開校。
  - 4月x日 - 開校式並びに、第一回入学式挙行（現機械実習室にて）。
  - 6月 - 最初の遠足実施（不動の滝）。
  - 9月 - 第一回運動会開催（五所川原農林高校体育館にて）。本校舎北側棟完成。
  - 10月 - 校旗完成。秋季遠足（山田野）。校歌完成披露。体育館完成。
  - 11月 - 第一回開校記念祭、学校公開（3日間）。
- 1964年（昭和39年）5月 - 全校岩木山登山（3日間）。
- 1965年（昭和40年）
  - 3月 - 最初の修学旅行出発（関東関西方面、8泊9日）。
  - 7月 - グラウンド完成記念大運動会開催。
  - 10月 - 校門の完成（第一回生の卒業記念）。
- 1966年（昭和41年）
  - 3月 - 第一回卒業証書授与式挙行（卒業生機械科111名、電気科118名）。
  - 6月 - 女性生徒の制服決定。
- 1967年（昭和42年）6月 - 中庭噴水池完成（第二回･第三回卒業記念）。
- 1968年（昭和43年）12月 - 自転車置き場完成。
- 1969年（昭和44年）3月 - 第四回卒業式挙行（最初の女子卒業生19名を送り出す）。
- 1970年（昭和45年）
  - 1月 - 生徒の長髪許可となる。
  - 12月 - 生徒会館「蒼空館」完成。
- 1972年（昭和47年）4月 - 電子科開設に伴い、機械科9学級、電気科、電子科各6学級の計21学級となる。
- 1976年（昭和51年）11月 - 蒼空館食堂開業。
- 1982年（昭和57年）10月 - 創立ニ十周年記念式典挙行。
- 1989年（平成元年）4月 - 電子機械科開設にともない、機械科6学級、電子機械科3学級、電気科・電子科各6学級の計21学級となる。
- 1990年（平成2年）
  - 3月 - 電子機械科実習棟完成。
  - 4月 - 情報技術科開設にともない、機械科6学級、電子機械科3学級、電気科6学級、電子科3学級、情報技術科3学級、計21学級となる。
- 1992年（平成4年）10月 - 創立三十周年記念式典挙行。
- 1993年（平成5年）
  - 3月 - 家庭科棟完成。
  - 5月 - 屋内練習場（部活動練習場）完成。
- 1995年（平成7年）3月 - 弓道場完成。
- 1996年（平成8年）4月 - 男子新制服制定。
- 1997年（平成9年）9月 - 武道場完成。
- 1998年（平成10年）8月 - インターネット利用環境導入。
- 2001年（平成13年）4月 - 電気科1学級減。
- 2002年（平成14年）
  - 7月 - 四十周年記念事業として、立佞武多の制作・運行。
  - 11月 - 創立40周年記念式典挙行。
- 2004年（平成16年）4月 - 機械科1学級減。
- 2006年（平成18年）4月 - 1クラス40人学級から36人学級へ（一学年、生徒数200人から175人へ）。
- 2011年（平成23年）
  - 3月 - 第一体育館改築完了。
  - 4月 - 電子科募集停止に伴い、機械科・電子機械科・電気科・情報技術科各4学級、電子科2学級の計14学級となる。
- 2012年（平成24年）
  - 4月 - 電子科募集停止に伴い、機械科・電子機械科・電気科・情報技術科各3学級、電子科1学級の計13学級となる。
  - 11月 - 創立五十周年記念式典挙行。
- 2013年（平成25年）
  - 2月 - 電子科閉科式。
  - 4月 - 機械科・電子機械科・電気科・情報技術科各3学級の計12学級となる。同月、生徒会館「蒼空館」新築のため、食堂施設を除き解体。
  - 8月 - 生徒会館「蒼空館」完成。
- 2014年（平成26年）3月 - 管理特別教室棟完成。
- 2015年（平成27年）3月 - 電気科棟完成。
- 2016年（平成28年）
  - 1月 - 一般教室棟完成。
  - 6月 - 機械科棟完成。
  - 12月 - 機械科棟渡廊下完成。
- 2018年（平成30年）3月 - 管理棟渡廊下完成。
- 2020年（令和2年）10月17日 - 吉幾三が作詞・作曲した五所川原工科高校校歌が贈られた[2]。
- 2021年（令和3年）4月 - 北五地区高校再編により、本校と鶴田・板柳・金木の4校を統合した「五所川原工科高等学校」が開校。「五所川原工科高校」統合により情報技術科を廃止し、普通科を新設。校舎は本校校舎を継続使用し[3]、五所川原工業高と2年間併存する[4]。
- 2023年（令和5年）
  - 1月28日 - 五所川原工業高校の閉校式を実施[5]。
  - 3月1日 - 五所川原工業高校の最後の卒業式挙行。五所川原工業高校としての最後の卒業生は4科で137名[6]。
  - 3月31日 - 五所川原工業高校が閉校。

## 設置学科
- 全日制課程
  - 機械科
  - 電子機械科
  - 電気科
  - 情報技術科(現在はなし）

## 運動部
- 硬式野球部
- 陸上競技部
- テニス部
- サッカー部
- 山岳部
- 少林寺拳法部
- 卓球部
- 柔道部
- 剣道部（現在はなし）
- バスケットボール部
- バレーボール部
- 空手道部
- ウェイトリフティング部
- 弓道部
- バドミントン部
- ボクシング部

## 文化部
- 吹奏楽部
- 美術部
- 写真部

## 委員会活動
- 運動会実行委員会
- 五工祭実行委員会
- 選挙管理委員会
- 保健委員会
- 図書委員会

## 同好会
- インターアクト同好会
- 情報研究同好会
- メカトロ同好会
- ソーラーカー同好会
- マンガイラスト同好会

## 局・団
- 出版局
- 放送局
- 吹奏楽団(現在は部活動に)
- 応援団

## 所在地
- 五所川原市大字湊字船越192

## アクセス
- JR五能線五所川原駅・津軽鉄道津軽五所川原駅から、徒歩約2km・約30分。
- 弘南バス五所川原営業所(五所川原営業所前)バス停下車後、目の前。
  - 弘南バス五所川原営業所は、国道101号を挟んで隣接している。

## 出身有名人
- 機械科卒業
  - 工藤淳（気象予報士） - 1968年（昭和43年）
  - 福士加代子（元陸上選手） - 2000年（平成12年）・2013年世界陸上モスクワ大会女子マラソン銀メダリストで、2004年のアテネから2016年のリオまで4大会連続五輪出場。